# هفاردييسكي (كريم)
هفاردييسكي (Гвардійське) هي مدينة في مقاطعة كريم في أوكرانيا.